# Club Deportivo Unión San Felipe "B"
Club Deportivo Unión San Felipe "B" también conocido como Unión San Felipe "B" fue un equipo de fútbol chileno de la ciudad de San Felipe, filial del Club  Deportivo Unión San Felipe. Fundado en el año 2011 y su joven presidente fue Sebastián Delgado, también presidente del primer equipo. En el último año el club se tituló campeón de los clubes filiales de la Segunda División Profesional, al obtener en el 2012 el primer lugar en tabla del campeonato, compartiendo el podio con Iberia de Los Ángeles quien es el campeón de los clubes profesionales con opción de ascenso.
Desapareció en el año 2013 y se debió porque el primer equipo descendió a la Primera B, el directorio del club decidió descontinuar este equipo para que el primer cuente con todos los jugadores del plantel. Pero se acordó que en algún momento este club pueda volver a competir.
Hace de local en el Estadio Municipal, con una capacidad actual de 10 000 espectadores.

## Historia
Unión San Felipe B nació para que los jugadores del primer equipo que no tengan mucha continuidad en este, puedan mantenerse jugando, ya que, en el plantel del primer equipo existían jugadores que no eran de usados a menudo por el técnico. También este filial sirvió para promocionar a los jóvenes talentos que no pueden jugar en el primer equipo y para no perder a los jugadores que terminen la cantera.
A partir del 2012, se creó la Segunda División Profesional, donde jugaron (al menos en el primer año de vida de la categoría mencionada) 5 filiales de equipos de primera división, entre ellas Unión San Felipe B.
En este torneo el club Aconcagüino logró posicionarse durante casi todo el campeonato en el primer puesto de la tabla. Así terminada la fase regular el Uní-Uní logró el campeonato de equipos filiales de la Segunda División Profesional 2012.
El primer título de este club filial.
Luego de la pésima campaña del primer equipo en primera división este descendió a la Primera B y el directorio de la institución decidió descontinuar el club para que el equipo pudiera contar con toda la plantilla y volver a la división de honor.
Pero en esta reunión también se acordó que en algún momento el filial podía volver a jugar.

## Estadio

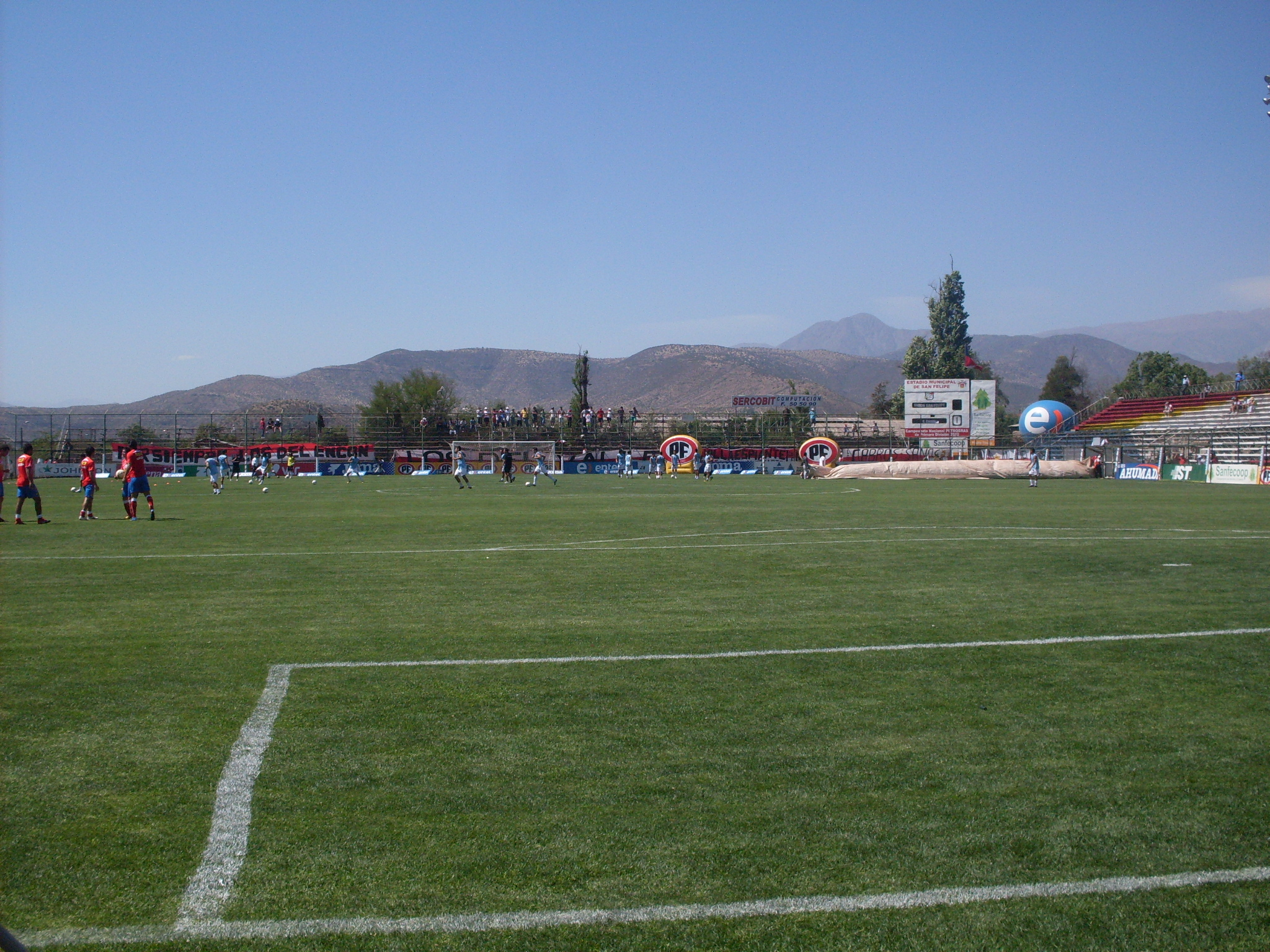
Vista desde la galería visitante

El Club hizo de local en el Estadio Municipal de San Felipe, el mismo en el que el primer equipo juega sus partidos.

## Jugadores
Artículo Principal:  Futbolistas de Unión San Felipe B
Para el torneo del 2012 Omar Arcos utilizó a los jugadores de la plantilla del primer equipo que no eran considerados por el técnico, y además le dio la posibilidad de jugar a chicos que estaban en las divisiones inferiores del club. Con estos futbolistas logró el primer título del filial.

## Palmarés

### Torneos nacionales
- Segunda División Profesional de Chile (1): 2012.[nota 1]